# 亚尼·拉尤宁
亚尼·拉尤宁（芬蘭語：Jani Lajunen，1990年6月16日—），芬兰男子冰球运动员，场上位置是前锋。他曾代表芬兰国家队参加2018年冬季奥林匹克运动会冰球比赛，获得第六名。